# Zdzisław Krzyszkowiak

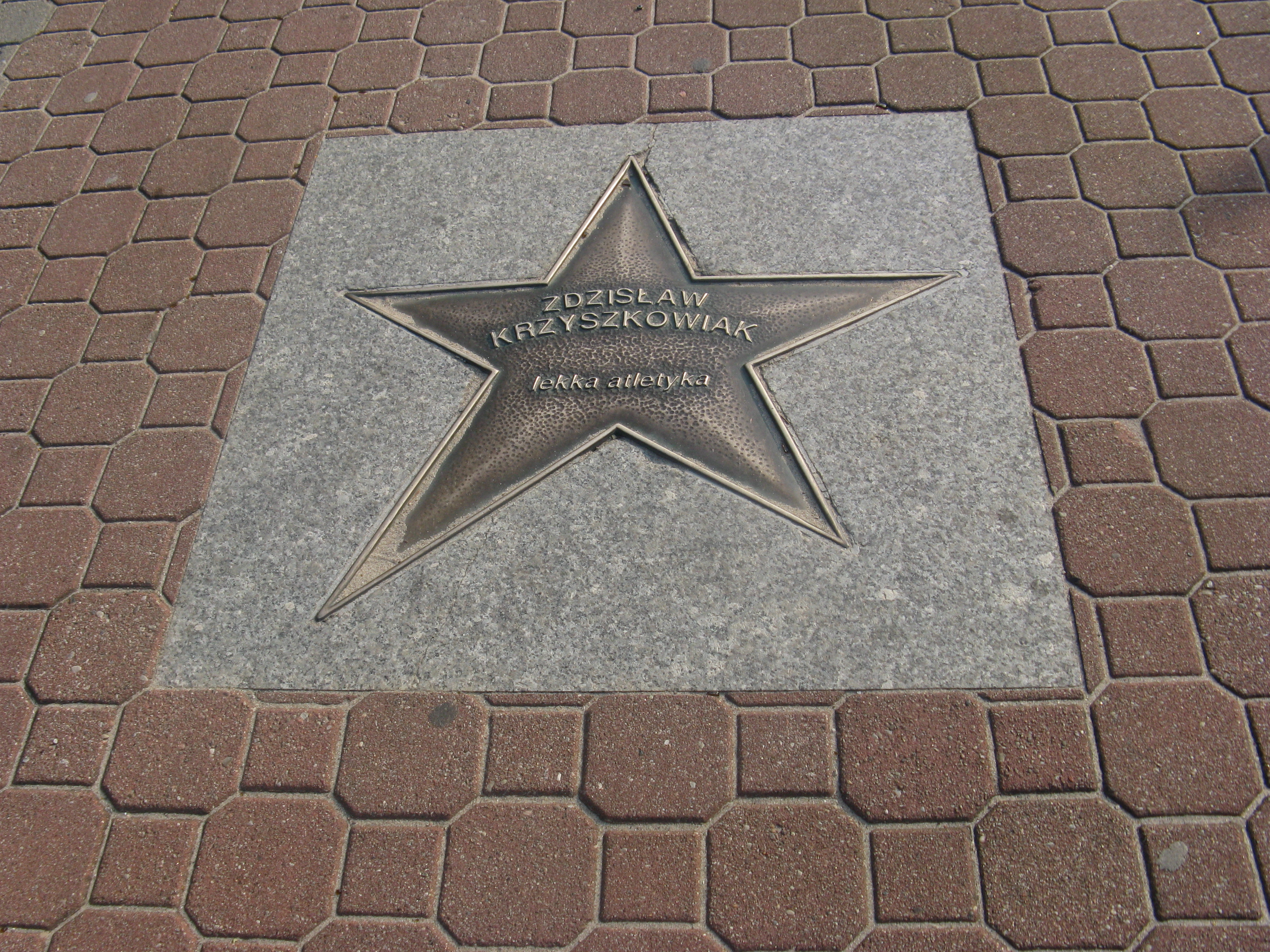
Gwiazda w Alei Gwiazd Sportu we Władysławowie

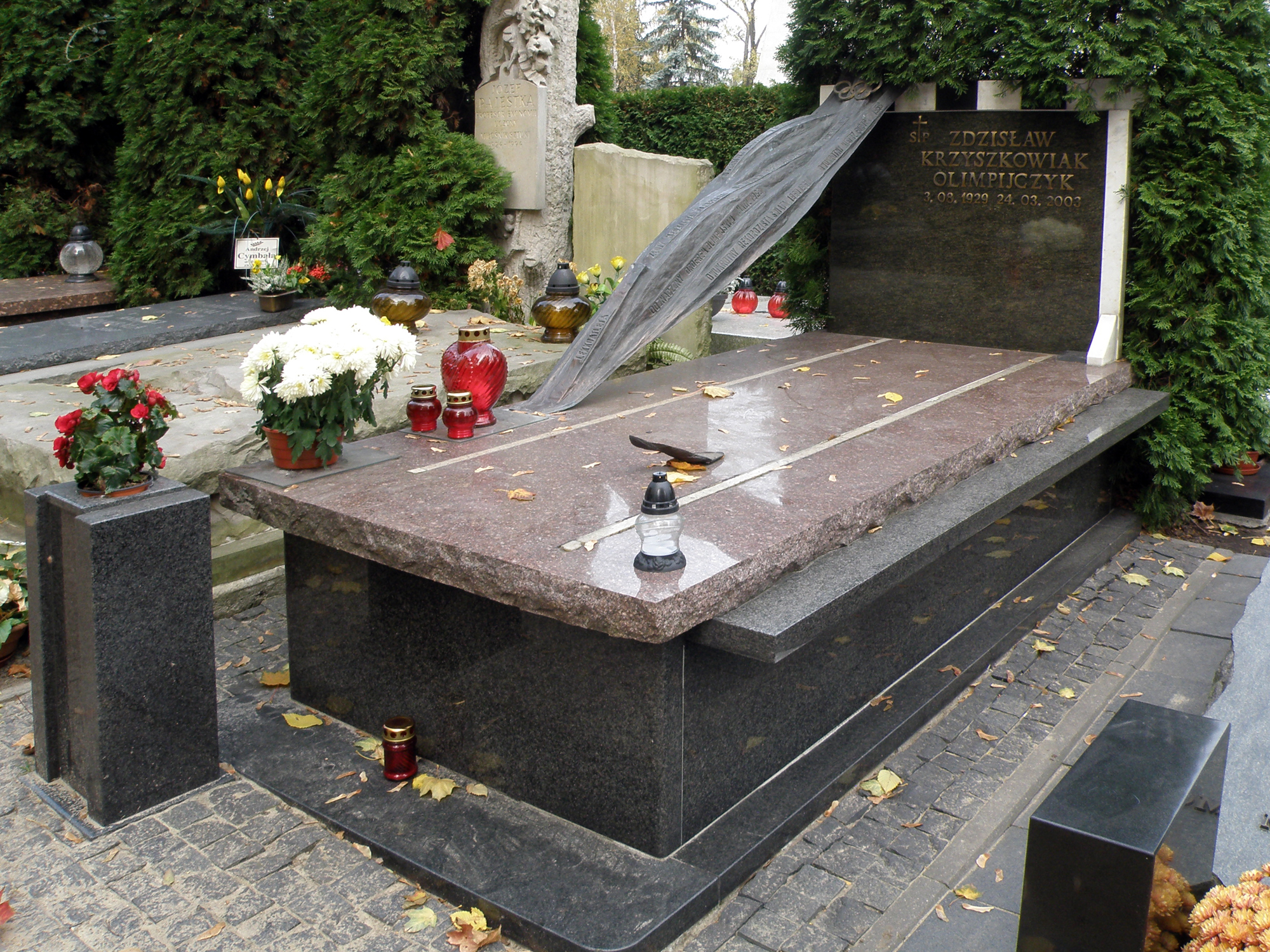
Grób Zdzisława Krzyszkowiaka na Cmentarzu Wojskowym na Powązkach

Zdzisław Ludwik Krzyszkowiak (ur. 3 sierpnia 1929 w Wielichowie, zm. 24 marca 2003 w Warszawie) – polski lekkoatleta, biegacz długodystansowy, mistrz olimpijski, mistrz Europy, rekordzista świata.

## Życiorys
Jako dziecko był chorowity, przeszedł m.in. krzywicę. Wskutek tej choroby przejściowo przestał nawet chodzić. Ukończył Publiczną Średnią Szkołę Zawodową (dział elektryczny) w Ostródzie.
Do reprezentacji Polski trafił w 1951. Trenował pod opieką Jana Mulaka, jednego ze współtwórców wunderteamu.
Na swoich pierwszych igrzyskach olimpijskich w 1956 zajął w biegu na 10 000 metrów miejsce tuż za podium, przeszedł eliminacje w biegu na 3000 metrów z przeszkodami, jednak z powodu kontuzji (pogryzienie przez psa w wiosce olimpijskiej) nie wystartował w finale. Na Mistrzostwach Europy w Sztokholmie w 1958 triumfował na dwóch dystansach – 5 i 10 kilometrów. Występ w Sztokholmie sprawił, że został uznany przez działy sportowe agencji informacyjnych najlepszym sportowcem Europy w 1958 roku w ankiecie na zlecenie PAP oraz został wybrany najlepszym sportowcem Polski w 1958 w plebiscycie „Przeglądu Sportowego”.
W 1960 podczas meczu Polska – ZSRR w Tule ustanowił rekord świata w biegu na 3000 m z przeszkodami (8:31,4), odbierając go innemu Polakowi – Jerzemu Chromikowi. Podczas igrzysk olimpijskich w Rzymie w 1960 zdobył złoty medal na 3000 m z przeszkodami, wyprzedzając na ostatniej przeszkodzie Rosjanina Nikołaja Sokołowa. W 1961 w Wałczu ponownie poprawił rekord świata na 3000 m z przeszkodami, osiągając czas 8:30,4.
Zdzisław Krzyszkowiak był także trzynastokrotnym mistrzem Polski na 5000 m, 10 000 m, 3000 m z przeszkodami i w biegach przełajowych na 3 i 6 km (1953–1962).
Po zakończeniu kariery zajmował się krótko trenerką, ale bez większych sukcesów. Ostatecznie zajął się turystyką i był przewodnikiem wycieczek zagranicznych, m.in. do Pragi, Miszkolca i Warny.
Odznaczony Krzyżem Komandorskim z Gwiazdą Orderu Odrodzenia Polski (1998).
Jego imieniem nazwano stadion lekkoatletyczny w Bydgoszczy.
Od 1996 honorowy obywatel miasta Koła, a od 2003 Wałcza.
Pochowany na cmentarzu Powązki Wojskowe w Warszawie (kwatera A3 tuje-2-50).

## Rekordy życiowe
- bieg na 3000 m – 7:58,2 s.
- bieg na 5000 m – 13:51,6 s.
- bieg na 10 000 m – 28:52,4 s. (1960)
- bieg na 3000 m z przeszkodami – 8:30,4 s. (1961)